# Always The Pretenders
Always the Pretenders är Europes första singel från skivan Secret Society utgiven den 11 oktober 2006. Låten är skriven av sångaren Joey Tempest och basisten John Levén. På den svenska singellistan nådde singeln som bäst en andra placering. Texten är inspirerad av ett telefonsamtal som Tempest fick den 11 september 2001.

## Listplaceringar
| Singellistan (2006) | Topplacering |
| ------------------- | ------------ |
| Sverige             | 2            |

## Musiker
- Joey Tempest – sång
- John Norum – gitarr
- John Levén – bas
- Mic Michaeli – keyboard
- Ian Haugland – trummor

### Fotnoter
1. ↑  http://hitparad.se/showitem.asp?interpret=Europe&titel=Always+The+Pretenders&cat=s